# Clayton (Luisiana)
Clayton é uma cidade  localizada no estado americano de Luisiana, na Paróquia de Concordia.

## Demografia
Segundo o censo americano de 2000, a sua população era de 858 habitantes.
Em 2006, foi estimada uma população de 799, um decréscimo de 59 (-6.9%).

## Geografia
De acordo com o United States Census Bureau tem uma área de
4,2 km², dos quais 4,1 km² cobertos por terra e 0,1 km² cobertos por água.

## Localidades na vizinhança
O diagrama seguinte representa as localidades num raio de 20 km ao redor de Clayton.